# Pygiopsylla phiola
Pygiopsylla phiola är en loppart som beskrevs av Smit 1979. Pygiopsylla phiola ingår i släktet Pygiopsylla och familjen Pygiopsyllidae. Inga underarter finns listade i Catalogue of Life.